# 인평자동차고등학교
인평자동차고등학교(仁平自動車高等學校)는 대한민국 인천광역시 부평구 산곡동에 있는 사립 고등학교이다.

## 학교 연혁
- 1960년 8월 6일 : 부평고등공민학교 설립 인가
- 1983년 11월 22일 : 부평고등기술학교 설립 인가(15학급)
- 2001년 3월 1일 : 인평자동차정보고등학교로 학교개편
- 2001년 3월 2일 : 제18회 신입생 입학(6학급 180명)
- 2017년 3월 1일 : 인평자동차정보고등학교 정성억 교장 취임
- 2018년 3월 1일 : 인평자동차고등학교로 교명변경
- 2018년 3월 1일 : 학과개편(웹콘텐츠과 → 자동차IT과)
- 2021년 3월 1일 : 인평자동차고등학교 이재란 교장 취임
- 2023년 12월 29일 : 인평자동차고등학교 제38회 졸업(6학급 107명)
- 2024년 3월 4일 : 제41회 신입생 입학(6학급 115명) (자동차바디튜닝과, AI소프트웨어과 학과개편)

## 설치 학과
- 자동차과
- 에코자동차과
- 자동차IT과
- AI소프트웨어과

## 참고 자료
- 인평자동차고등학교 - 한국교육학술정보원 학교알리미